# Kuwayamaea rossica
Kuwayamaea rossica är en insektsart som beskrevs av Andrej Vasiljevitj Gorochov 2001. Kuwayamaea rossica ingår i släktet Kuwayamaea och familjen vårtbitare. Inga underarter finns listade i Catalogue of Life.